# 王人旋
王人旋（1898年—1964年），曾用名王云玄，湖南浏阳人，中国政治人物，中国农工民主党中央委员会委员，第二、三届全国政协委员。

## 家庭
父亲王正权，弟王人路、王人艺等，妹王人美等。